# 1588
Het jaar 1588 is het 88e jaar in de 16e eeuw volgens de christelijke jaartelling.

## Gebeurtenissen
mei
- Koning Hendrik III van Frankrijk bezweert een opstand in Parijs door de populaire katholieke leider Hendrik I van Guise te benoemen tot opperbevelhebber.
- 28 - 30 mei - De Spaanse Armada vertrekt met 130 schepen uit de haven van Lissabon.

juli
- 29 - De eerste confrontatie van de Armada met de Engelse vloot.

augustus
- 4 - De Engelsen verhinderen een landing op Wight.
- 7 - De Armada wordt verslagen in de Slag bij Grevelingen en besluit zwaar beschadigd rond Schotland terug te varen. Tijdens deze tocht wordt zij echter overvallen door stormen. Slechts 67 gehavende schepen bereiken met zekerheid Santander en de andere havens van Spanje; wellicht 41 galjoenen en kraken, 24 andere schepen en 9000 opvarenden zijn verloren gegaan.
- De Spaanse Armada verslagen door een Engelse vloot onder leiding van admiraal Charles Howard en viceadmiraal Francis Drake, terwijl Nederlandse watergeuzen de hertog van Parma verhinderden zich vanuit Vlaanderen bij de Armada aan te sluiten.

november
- 20 - Graaf Maurits van Oranje wordt door stadsbestuur en bevolking  ingehuldigd als markies van Veere.

december
- 23 - In het kasteel van Blois wordt Hendrik I van Guise op koninklijk bevel vermoord. Parijs komt opnieuw in opstand en verklaart koning Hendrik III vervallen van de troon.

zonder datum
- Paus Sixtus V laat op de Zuil van Trajanus een beeld van de heilige Petrus plaatsen.
- De Republiek der Zeven Verenigde Nederlanden wordt uitgeroepen. Nederland is als natie geboren.
- Pietro Cataldi vindt het zesde perfecte getal: 217−1·(217−1) = 8.589.869.056.

## Beeldende kunst

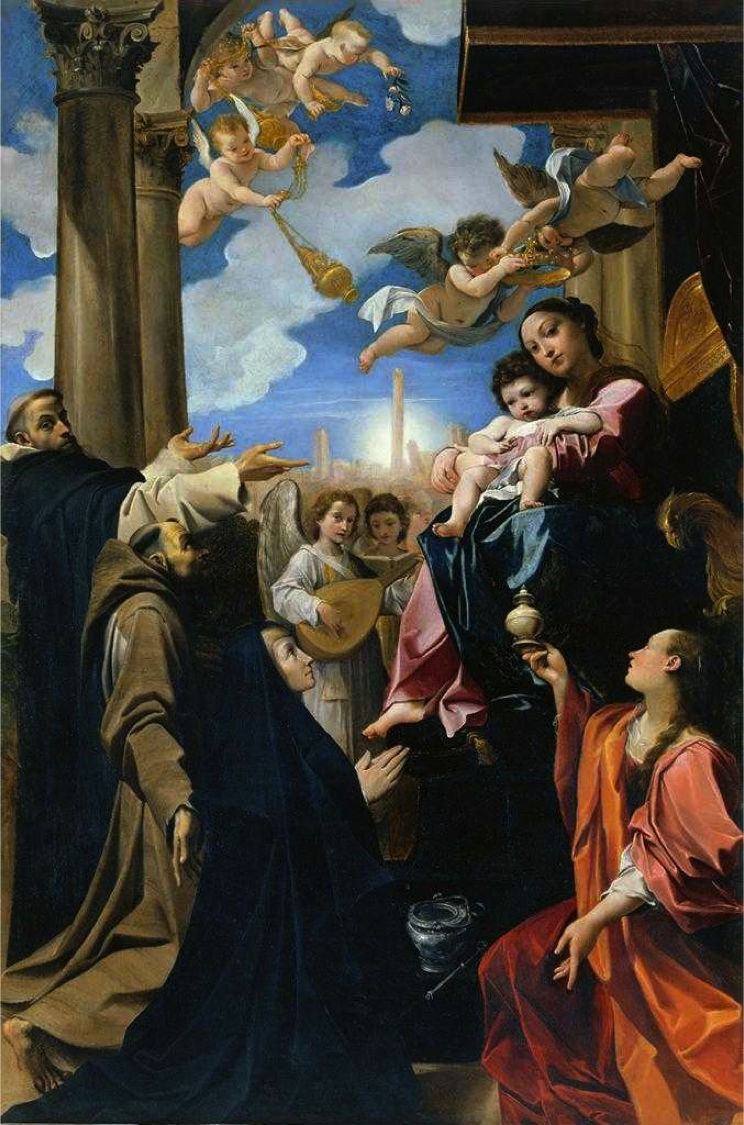
Bargellini Madonna (1588) Lodovico Carracci, Pinacoteca Nazionale, Bologna

## Bouwkunst

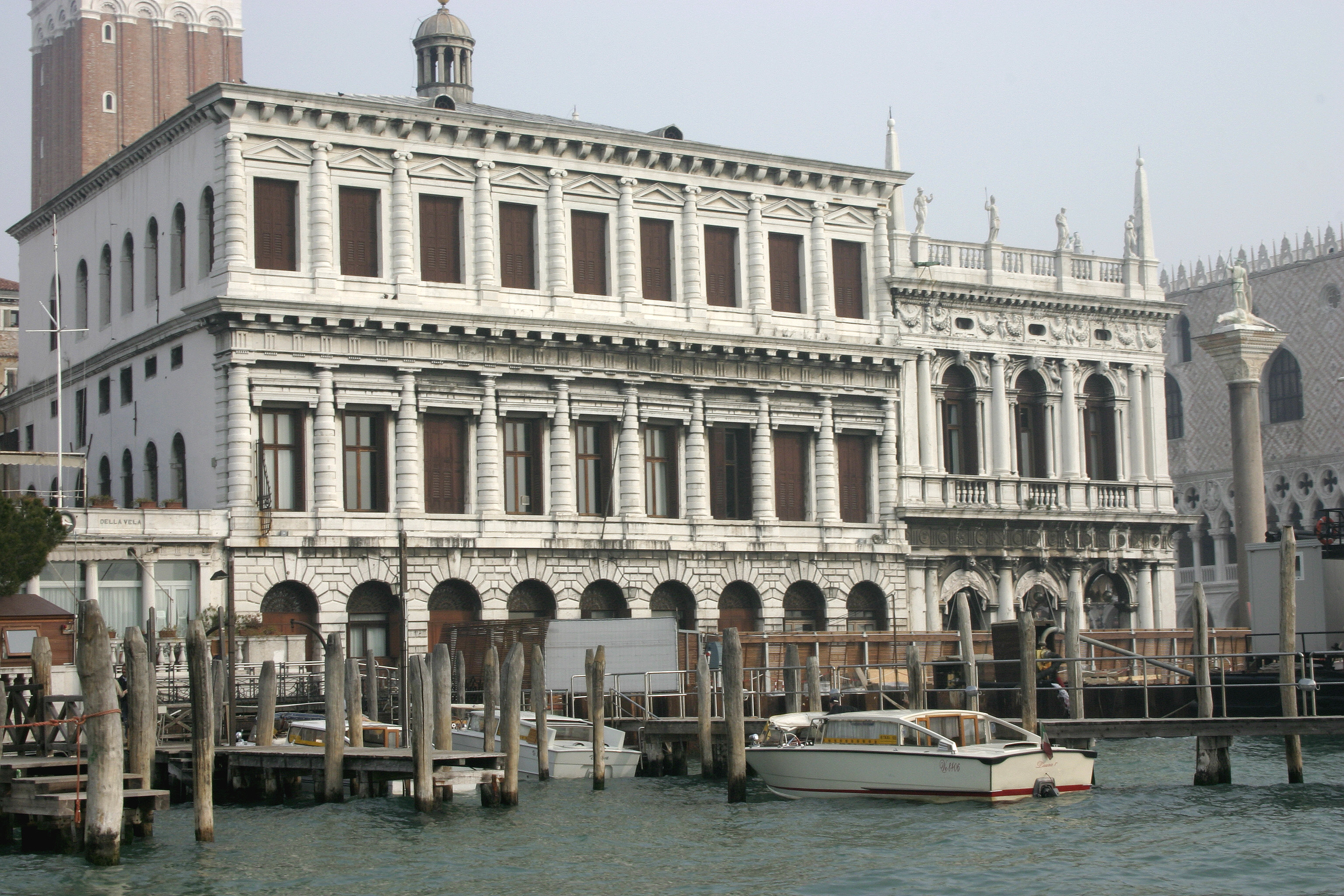
Libreria Marciana, Venetië (1588)
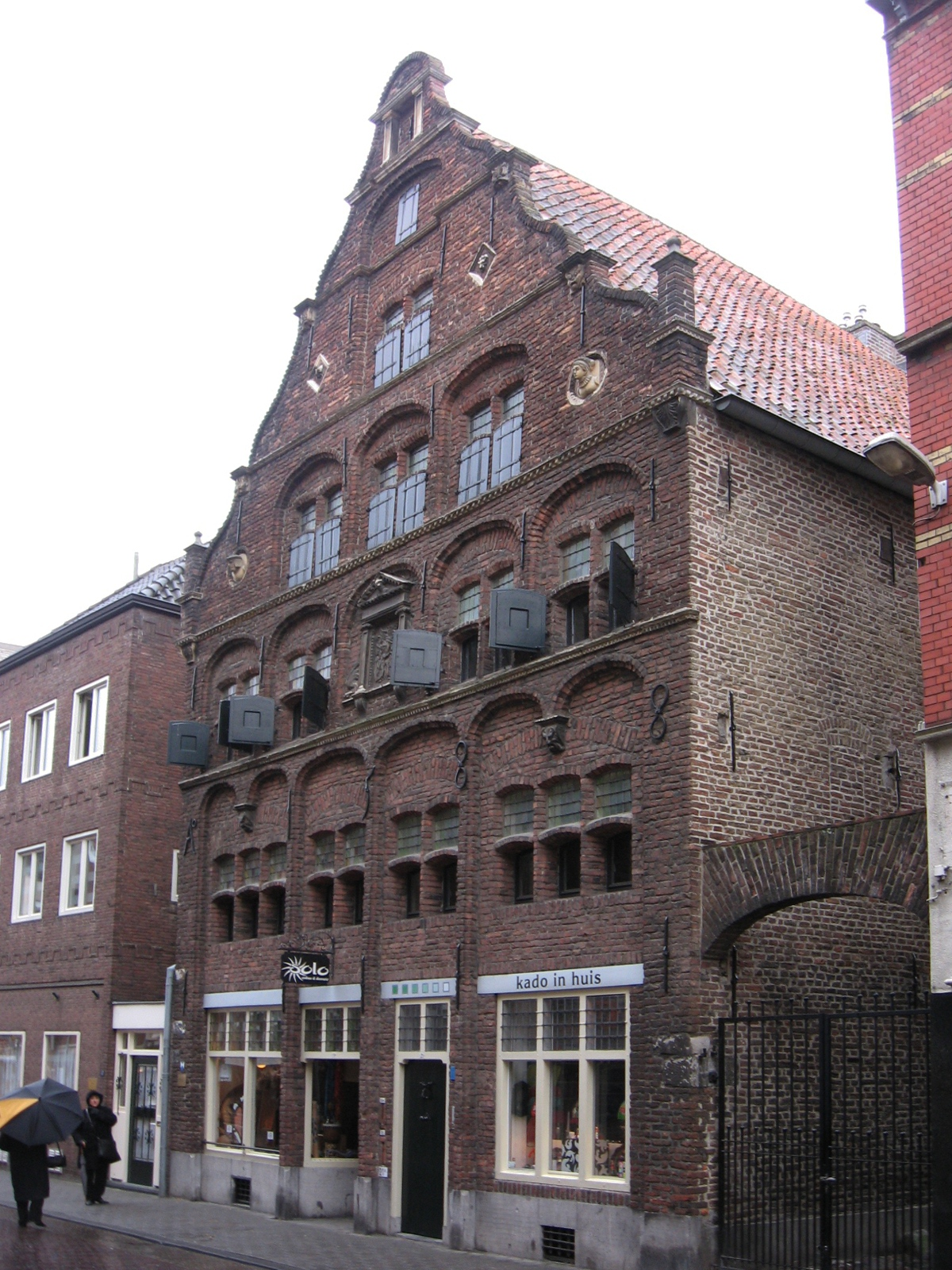
Huize Schreurs, Venlo (1588)

## Geboren
april
- 5 - Thomas Hobbes, Engels filosoof

juli
- 7 - Wolraad IV van Waldeck-Eisenberg, Duits graaf (overleden 1640)

september
- 8 - Marin Mersenne (1588-1648), Frans wiskundige

december
- 10 - Isaac Beeckman (1588-1637), Nederlands filosoof

datum onbekend
- Hendrick ter Brugghen, Nederlands kunstschilder
- Madame de Rambouillet, Franse salonnière

## Overleden
februari
- 9 - Markies van Santa Cruz, commandant van de Spaanse Armada in aanbouw.

maart
- 17 - Petrus Datheen (57)

april
- 4 - Frederik II van Denemarken (53), koning van Denemarken en Noorwegen
- 20 - dalai lama Sönam Gyatso

juni
- 13 - Anna van Nassau (24), dochter van Willem van Oranje

augustus
- 6 - Josias I van Waldeck-Eisenberg (34), Duits graaf

september
- 4 - Robert Dudley (56), overlijdt plotseling in zijn huis te Cornbury, Oxfordshire